# Ludwig von Cornaro
Ludwig svobodný pán von Cornaro (23. dubna 1830 Olomouc – 6. dubna 1886 Zadar) byl rakousko-uherský generál italského původu. V c. k. armádě sloužil od roku 1847 a zúčastnil se několika válečných tažení. Byl důstojníkem generálního štábu a uplatnil se i vojenský pedagog, v letech 1871–1874 byl ředitelem Válečné školy ve Vídni. V letech 1878–1885 byl zástupcem náčelníka generálního štábu a v roce 1880 dosáhl hodnosti polního podmaršála. Od prosince 1885 zastával funkci guvernéra v Dalmácii, kde krátce poté zemřel. 

## Biografie

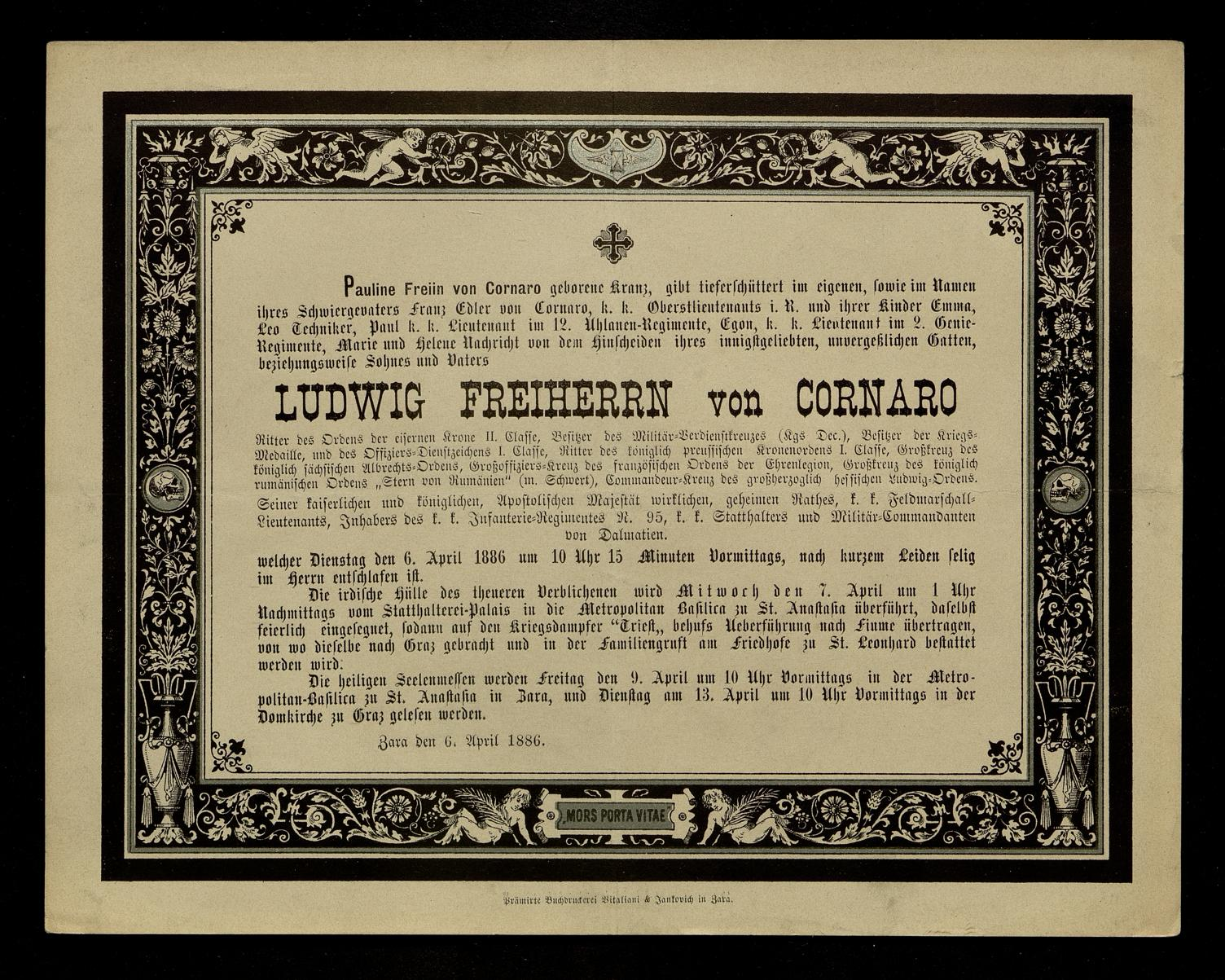
Úmrtní oznámení generála Ludwiga von Cornaro

Pocházel z italské rodiny původem z Lombardie, narodil se v Olomouci jako syn c. k. podplukovníka Francesca Lorenza Cornara (1793–1888). Podle otcova služebního zařazení strávil dětství na různých místech, vyrůstal v Rijece a Dubrovníku, v roce 1844 nastoupil na kadetní školu ve Štýrském Hradci. V revolučních letech 1848–1849 se zúčastnil bojů v Itálii a  poté sloužil jako poručík u 40. pěšího pluku v Řešově. Po zřízení Válečné školy (K.u.k. Kriegsschule) ve Vídni patřil k jejím prvním absolventům (1852–1854) a v hodnosti nadporučíka byl zařazen do sboru důstojníků generálního štábu. V roce 1859 se v pevnosti v Benátkách zúčastnil války se Sardinií (1859) a poté byl jako kapitán přidělen k zemskému velitelství ve Štýrském Hradci (1860) a v Brně později působil na kartografickém oddělení generálního štábu. V roce 1864 získal hodnost majora a vyučoval strategii na Válečné škole. Za prusko-rakouské války (1866) byl důstojníkem štábu 1. armádního sboru ve východních Čechách a zároveň byl přidělen jako pobočník saskému korunnímu princi Albertovi. Jako pedagog se potom vrátil na Válečnou školu, v roce 1869 byl povýšen na plukovníka a dva roky strávil ve funkci šéfa zpravodajské služby na generálním štábu. V letech 1871–1874 byl velitelem Válečné školy, zároveň byl jako štábní důstojník zástupcem velitele 41. pěšího pluku ve Lvově, od roku 1874 byl velitelem 14. pěšího pluku v Linzi.
K datu 1. listopadu 1876 byl povýšen do hodnosti generálmajora a stal se velitelem 8. pěší brigády ve Znojmě. Během okupace Bosny a Hercegoviny byl šéfem štábu II. armády a následně vykonal inspekční cestu po nově získaných územích. V letech 1878–1885 zastával funkci zástupce náčelníka generálního štábu a k datu 1. května 1880 byl povýšen do hodnosti polního podmaršála. Jako zástupce náčelníka generálního štábu byl několikrát vyslán s diplomatickými misemi do zahraničí, kromě toho se uplatnil i jako vojenský spisovatel. Dne 18. prosince 1885 byl jmenován guvernérem v Dalmácii a zároveň velitelem v Zadaru, formálně se funkcí ujal v lednu 1886, ale zemřel již o několik měsíců později. 
Při výkonu reprezentačních povinností se v březnu 1886 těžce nachladil na palubě válečné lodi Trieste a na následky zápalu plic zemřel v Zadaru 6. dubna 1886 ve věku nedožitých 56 let. Pohřben byl na hřbitově St Leonhard ve Štýrském Hradci.

## Rodina
Jeho manželkou byla Paulina Friderika Kranzová (1836–1907), dcera rakouského průmyslníka Karla Kranze (1804–1887). Úspěšným podnikatelem a bankéřem byl také Paulinin starší bratr Ludwig Kranz (1829–1912), dlouholetý prezident Obchodní a živnostenské komory ve Štýrském Hradci. Z manželství Ludwiga von Cornaro a Pauliny Kranzové se narodilo šest dětí. Ze synů byl nejstarší Leo (1863–1912), který byl inženýrem, další synové Paul (1864–1939) a Egon (1866–1917) dosáhli důstojnických hodností v armádě. Z dalších generací rodu vynikl Ludwigův pravnuk Christoph Cornaro (1931–2022), který byl rakouským diplomatem, velvyslancem v Íránu (1977–1979), Egyptě (1979–1982), Indii (1988–1993) a Vatikánu (1993–1997).

## Tituly a ocenění
Po nobilitaci svého otce v roce 1858 užíval prostý šlechtický titul s predikátem von Cornaro. Za zásluhy během okupace Bosny a Hercegoviny byl v roce 1878 povýšen do stavu svobodných pánů (příslušný diplom byl vystaven až 26. února 1879). Ve funkci místodržitele v Dalmácii obdržel v roce 1886 titul c. k. tajného rady s nárokem na oslovení Excelence, od roku 1885 byl také čestným majitelem nově zřízeného pěšího pluku č. 95 dislokovaného ve Lvově. Za vojenské zásluhy byl nositelem několika vyznamenání, díky diplomatickým cestám ve funkci zástupce náčelníka generálního štábu získal ocenění i v zahraničí.

### Rakousko-Uhersko
- Vojenský záslužný kříž s válečnou dekorací (1866)
- Služební odznak pro důstojníky (1874)
- Válečná medaile (1878)
- Řád železné koruny II. třídy (1878)

### Zahraničí
- Řád pruské koruny I. třídy (Německo)
- velkokříž Řádu Albrechtova (Sasko)
- velkodůstojník Řádu čestné legie (Francie)
- velkokříž Řádu rumunské hvězdy (Rumunsko)
- komandér Řádu Ludvíkova (Hesensko)